# Luca Toni
Luca Toni (* 26. květen 1977 Pavullo nel Frignano, Itálie) je sportovní manažer, komentátor a bývalý italský fotbalový útočník. Mistr světa s italskou reprezentaci v roce 2006.
Po skončení fotbalové kariéry se v roce 2016 stal sportovním ředitelem ve Veroně. O roku 2020 má trenérskou licenci UEFA Pro. Od léta 2021 je komentátorem v televizi pro zápasy LM.

## Klubová kariéra

### 1994 – 2000
Vyrůstal v mládežnické akademii Modeny. Zde odehrál první utkání mezi dospělé v roce 1995 ve třetí lize. Odehrál zde dvě sezony a odešel do druholigové Empoli. Za sezonu odehrál jen 3 zápasy. Následujících třech sezonách hrál každou sezonu někde jinde. Nejprve ve třetiligové Fiorenzuole a v Lodigiani a pak v druholigovém Trevisu, zde vstřelil 15 branek a všiml si jej klub, který hrál v nejvyšší lize.

### Vicenza a Brescia
V létě 2000 jej koupila Vicenza. Zde odehrál první zápasy v nejvyšší lize. Při své první sezoně vstřelil 9 branek, ale nestačilo to na záchranu a klub sestoupil. V červenci 2001 jej prodali do Brescie za 30 miliard lir, což byl nejdražší přestup Brescie. Zůstal zde hrát dvě sezony a celkem vstřelil 16 branek z 50 utkání.

### Palermo a Fiorentina
V létě 2003 byl koupen druholigovým Palermem. Sezonu zakončil vítězstvím ve druhé lize a postupem do nejvyšší ligy. Také vytvořil střelecký rekord soutěže, když vstřelil za sezonu 30 branek a stal se nejlepším střelcem. V následující sezoně vstřelil 20 branek a byl na 4. místě v tabulce střelců. Po skvěle odehrané sezoně byl koupen Fiorentinou. V sezoně 2005/06 vstřelil v lize 31 branek. Překonal tak klubový rekord Batistuty v počtu branek a stal se nejlepším střelcem ligy. Získal zlatou kopačku, což se nikdy žádnému italskému hráči nepovedlo. S klubem skončil na 4. místě, jenže kvůli korupci byl klub potrestán a nakonec skončila na 9. místě. V další sezoně, kvůli zdraví odehrál jen 29 utkání, i tak vstřelil 16 branek.

### Bayern
Dne 30. května 2007 jej koupil německý velkoklub FC Bayern Mnichov. Bylo mu již 30 let, ale díky jeho 24 brankám, klub vyhrál titul v lize, také vyhrál tabulku střelců a též vyhrál Německý pohár. V poháru UEFA došel do semifinále a stal se s 10 góly nejlepším střelcem. Ve druhé sezoně nic nevyhrál, ale i tak vstřelil 14 branek v lize. Sezona 2009/10 byla pro něj špatná, Trpěl zraněním a navíc se pohádal s trenérem van Gaalem.

### Řím, Janov a Juventus
Od 1. ledne 2010 byl zapůjčen na půl roku do Říma. V klubu odehrál celkem 17 utkání a vstřelil 5 branek. Pomohl klubu k postupu do finále italského poháru, který prohrál.
Po návratu do Bayernu mu byl ukončena smlouva  a on se rozhodl podepsat smlouvu s Janovem. V klubu se stal nejlépe placeným hráčem historie. V klubu hrál jen půl roku a byl poslán zadarmo do Juventusu. Zde vstřelil 100 branku v nejvyšší lize a sezonu uzavřel dvěma vstřelenými góly. Když nastoupil trenér Antonio Conte, neměl v klubu budoucnost. Trenér s ním nepočítal. Byl ale prvním střelcem, který se trefil v novém stadionu Juventus Stadium 8. září 2011 v přátelském utkání.

### Al Nasr, Fiorentina a Verona
V lednu 2012 odešel hrát do klubu Al Nasru v Dubaji. Odehrál zde půl roku a od sezony 2012/13 byl ve Fiorentině. Již jako 35letý hráč odehrál 27 utkání a vstřelil 8 branek. Jenže po sezoně s ním fialky nepodepsali smlouvu a on si ještě prodloužil kariéru ve Veroně, kde podepsal na jeden rok. Jako 36letý hráč vstřelil 20 branek a skončil na 2. místě v tabulce střelců a pomohl klubu k 10. místu v lize. Klub jej přemluvil k prodloužení smlouvy o další rok a on ji přijal. V sezoně 2014/15 se stal opět nejlepším střelcem (spolu s Icardim) s 22 brankami a stal se tak jako 38letý nejstarším králem střelců. Opět s klubem prodloužil smlouvu s tím že bude poslední. V posledním zápase v kariéře vstřelil branku z penalty a pomohl k výhře nad mistrem z Juventusu. Bylo mu 39 let a byla to 157. branka v nejvyšší lize.

## Přestupy
- z Vicenzy do Brescie za 5 000 000 eur
- z Brescie do Palerma za 6 000 000 eur
- z Palerma do Fiorentiny za 10 000 000 eur
- z Fiorentiny do Bayernu Mnichov za 11 000 000 eur
- z Bayernu Mnichov do Janova zadarmo
- z Janova do Juventusu zadarmo

## Hráčská statistika
| Sezóna  | Klub           | Liga                    | Liga   | Liga | Národní poháry | Národní poháry | Národní poháry | Kontinentální poháry | Kontinentální poháry | Kontinentální poháry | Celkem | Celkem |
| Sezóna  | Klub           | Soutěž                  | Zápasy | Góly | Soutěž         | Zápasy         | Góly           | Soutěž               | Zápasy               | Góly                 | Zápasy | Góly   |
| ------- | -------------- | ----------------------- | ------ | ---- | -------------- | -------------- | -------------- | -------------------- | -------------------- | -------------------- | ------ | ------ |
| 1994/95 | Modena         | Serie C1                | 7+2    | 2+1  | -              | 0              | 0              | -                    | 0                    | 0                    | 9      | 3      |
| 1995/96 | Modena         | Serie C1                | 25     | 5    | -              | 0              | 0              | -                    | 0                    | 0                    | 25     | 5      |
| 1996/97 | Empoli         | Serie B                 | 3      | 1    | IP             | 0              | 0              | -                    | 0                    | 0                    | 3      | 1      |
| 1997/98 | Fiorenzuola    | Serie C1                | 26     | 2    | -              | 0              | 0              | -                    | 0                    | 0                    | 26     | 2      |
| 1998/99 | Lodigiani      | Serie C1                | 31     | 15   | -              | 0              | 0              | -                    | 0                    | 0                    | 31     | 15     |
| 1999/00 | Treviso        | Serie B                 | 35     | 15   | IP             | 4              | 1              | -                    | 0                    | 0                    | 39     | 16     |
| 2000/01 | Vicenza        | Serie A                 | 31     | 9    | IP             | 2              | 0              | -                    | 0                    | 0                    | 33     | 9      |
| 2001/02 | Brescia        | Serie A                 | 28     | 13   | IP             | 4              | 1              | Int.                 | 2                    | 0                    | 34     | 14     |
| 2002/03 | Brescia        | Serie A                 | 16     | 2    | IP             | 0              | 0              | -                    | -                    | 0                    | 19     | 2      |
| 2003/04 | Palermo        | Serie B                 | 45     | 30   | IP             | 2              | 0              | -                    | 0                    | 0                    | 47     | 30     |
| 2004/05 | Palermo        | Serie A                 | 35     | 20   | IP             | 1              | 1              | -                    | 0                    | 0                    | 36     | 21     |
| 2005/06 | Fiorentina     | Serie A                 | 38     | 31   | IP             | 4              | 2              | -                    | 0                    | 0                    | 42     | 33     |
| 2006/07 | Fiorentina     | Serie A                 | 29     | 16   | IP             | 0              | 0              | -                    | 0                    | 0                    | 29     | 16     |
| 2007/08 | Bayern Mnichov | Bundesliga              | 31     | 24   | NP             | 4              | 5              | UEFA                 | 11                   | 10                   | 46     | 39     |
| 2008/09 | Bayern Mnichov | Bundesliga              | 25     | 14   | NP             | 2              | 1              | LM                   | 8                    | 3                    | 35     | 18     |
| 2009/10 | Bayern Mnichov | Bundesliga              | 4      | 0    | NP             | 2              | 1              | LM                   | 2                    | 0                    | 8      | 1      |
| 2010    | Řím            | Serie A                 | 15     | 5    | IP             | 2              | 0              | -                    | 0                    | 0                    | 17     | 5      |
| 2010/11 | Janov          | Serie A                 | 16     | 3    | IP             | 2              | 4              | -                    | 0                    | 0                    | 18     | 7      |
| 2011    | Juventus       | Serie A                 | 14     | 2    | IP             | 1              | 0              | EL                   | 0                    | 0                    | 15     | 2      |
| 2011/12 | Juventus       | Serie A                 | 0      | 0    | IP             | 0              | 0              | -                    | 0                    | 0                    | 0      | 0      |
| 2012    | Al-Nasr        | UAE Arabian Gulf League | 8      | 3    | IP             | 1              | 0              | ALM                  | 3                    | 0                    | 11     | 2      |
| 2012/13 | Fiorentina     | Serie A                 | 27     | 8    | IP             | 1              | 0              | -                    | 0                    | 0                    | 28     | 8      |
| 2013/14 | Verona         | Serie A                 | 34     | 20   | IP             | 2              | 1              | -                    | 0                    | 0                    | 36     | 21     |
| 2014/15 | Verona         | Serie A                 | 38     | 22   | IP             | 1              | 1              | -                    | 0                    | 0                    | 39     | 23     |
| 2015/16 | Verona         | Serie A                 | 23     | 6    | IP             | 2              | 1              | -                    | 0                    | 0                    | 25     | 7      |
| Celkově | Celkově        | Celkově                 | 588    | 269  | -              | 36             | 19             | -                    | 26                   | 13                   | 650    | 301    |

## Reprezentační kariéra
Za reprezentaci odehrál 47 utkání a vstřelil 16 branek. První utkání odehrál ve věku 27 let 18. srpna 2004 proti Islandu (0:2). Trenér Marcello Lippi na něj hodně sázel a do začátku MS 2006 odehrál dalších 17 utkání a vstřelil 7 branek. První branku vstřelil již ve druhém utkání 4. září 2004 proti Norsku (2:1). Tři branky (hattrick) vstřelil 7. září 2005 proti Bělorusku (4:1). Byl nominován na MS 2006, kde odehrál šest utkání. Vstřelil dvě branky a pomohl tak Itálii po 24 letech získat zlato.
I za trenéra Donadoniho hrál a přispěl 5 brankami k postupu na ME 2008, kde byl nominován a odehrál tam všechna utkání. Po turnaji si ještě zahrál v šesti zápasech a zúčastnil se Konfederačního poháru 2009. Posledním utkáním bylo právě na tomhle turnaji, proti Brazílii (0:3).

### Statistika na velkých turnajích
| Reprezentace | Rok     | Zápasy             | Zápasy | Zápasy    | Zápasy           | Zápasy           | Zápasy              |
| Reprezentace | Rok     | Fáze turnaje       | Datum  | Soupeř    | Odehraných minut | Vstřelené branky | Výsledek            |
| ------------ | ------- | ------------------ | ------ | --------- | ---------------- | ---------------- | ------------------- |
| Itálie       | MS 2006 | 1 zápas ve skupině | 12. 6. | Ghana     | 82               | 0                | 2:0                 |
| Itálie       | MS 2006 | 2 zápas ve skupině | 17. 6. | USA       | 62               | 0                | 1:1                 |
| Itálie       | MS 2006 | Osmifinále         | 26. 6. | Austrálie | 56               | 0                | 1:0                 |
| Itálie       | MS 2006 | Čtvrtfinále        | 30. 6. | Ukrajina  | 90               | 2                | 3:0                 |
| Itálie       | MS 2006 | Semifinále         | 4. 7.  | Německo   | 74               | 0                | 2:0 v prodl.        |
| Itálie       | MS 2006 | Finále             | 9. 7.  | Francie   | 120              | 0                | 1:1 (5:3) na (pen.) |
| Itálie       | ME 2008 | 1 zápas ve skupině | 9. 6.  | Nizozemí  | 90               | 0                | 0:3                 |
| Itálie       | ME 2008 | 2 zápas ve skupině | 13. 6. | Rumunsko  | 90               | 0                | 1:1                 |
| Itálie       | ME 2008 | 3 zápas ve skupině | 17. 6. | Francie   | 90               | 0                | 2:0                 |
| Itálie       | ME 2008 | Čtvrtfinále        | 22. 6. | Španělsko | 120              | 0                | 0:0 (2:4 na pen.)   |

## Hráčské úspěchy

### Klubové
- 1× vítěz německé fotbalové ligy (2007/08)
- 1× vítěz 2. italské fotbalové ligy (2003/04)
- 1× vítěz německého poháru (2007/08)
- 1× vítěz německého superpoháru (2007)

### Reprezentační
- 1× na MS (2006 - zlato)
- 1× na ME (2008)
- 1× na Konfederačním poháru (2009)

### Individuální
- 2× nejlepší střelec 1. italské fotbalové ligy (2005/06 - 31 branek, 2014/15 - 22 branek)
- 1× nejlepší střelec 2. italské fotbalové ligy (2003/04 - 30 branek)
- 1× nejlepší střelec německé fotbalové ligy (2007/08 - 24 branek)
- 1× nejlepší střelec Poháru UEFA (2007/08 - 10 branek)
- Guerin d'oro (2005/06)
- Pallone d'argento (2005/06)
- Zlatá kopačka (2005/06)[33][34]
- All Stars Team ESM (2005/06)
- All Stars Team MS (2006)
- Tým roku Serie A – 2014/15[35]

### Vyznamenání
Zlatý límec za sportovní zásluhy (2006)  

 Řád zásluh o Italskou republiku (12. 12. 2006) z podnětu Prezidenta Itálie 